# 石井书院
24°48′52″N 118°46′15″E / 24.81444°N 118.77083°E
石井书院位於中國福建省晋江市安海镇，前身为鳌头精舍，系修造安平桥的黄护响应安海镇官朱松所倡，带头捐募所建，曾与泉山书院、小山书院、欧阳书院并称泉州“四大书院”。有安海八景“石井书香”之称。

## 修建历史
石井书院最早原名鳌头精舍，地址位于安海镇鳌头镜，
唐建中元年（公元780年），常衮任福建观察使，建私塾教育自家子弟名为“鳌头社”。太平兴国时期泉州府学兴起，安海兴建学社，沿用“鳌头社”之名起名“鳌头精舍”。
宋绍兴年间，是时任安海首任镇官朱松，为教导民众，开启民智。发起了兴学的倡议，黄护等乡士纷纷响应捐募，扩建鳌头精舍。朱松之子朱熹，任同安县主簿时也曾到此讲学。公元1165年朱熹的学生为纪念朱松、朱熹二人在精舍旁另辟“二朱先生祠”名为朱祠。
宋嘉定四年，镇官游绛应安海镇乡贤的请求，向当时的泉州郡守邹应龙申请建造书院。邹应龙应安海乡贤之请求并拨公帑四十万用于修建书院，同时下令泉州漕司，泉州市舶司捐助，并派朱在（朱熹第三子）主持建院工作，在“鳌头精舍”的基础上进行扩建。隔年（公元1212年）书院落成，与朱祠合二为一。因安海宋朝年间曾设立津卡名为“石井津”故书院名称为“石井书院”。又因书院中祭祀“二朱”故安海镇人称之为朱祠。
明弘治十年重修，明成化十二年重修，清顺治因迁界被毁，清康熙年间在原址上重修，清乾隆年间扩建，清光绪年间重修。公元2008年晋江市政府重新修缮。

## 建筑格局

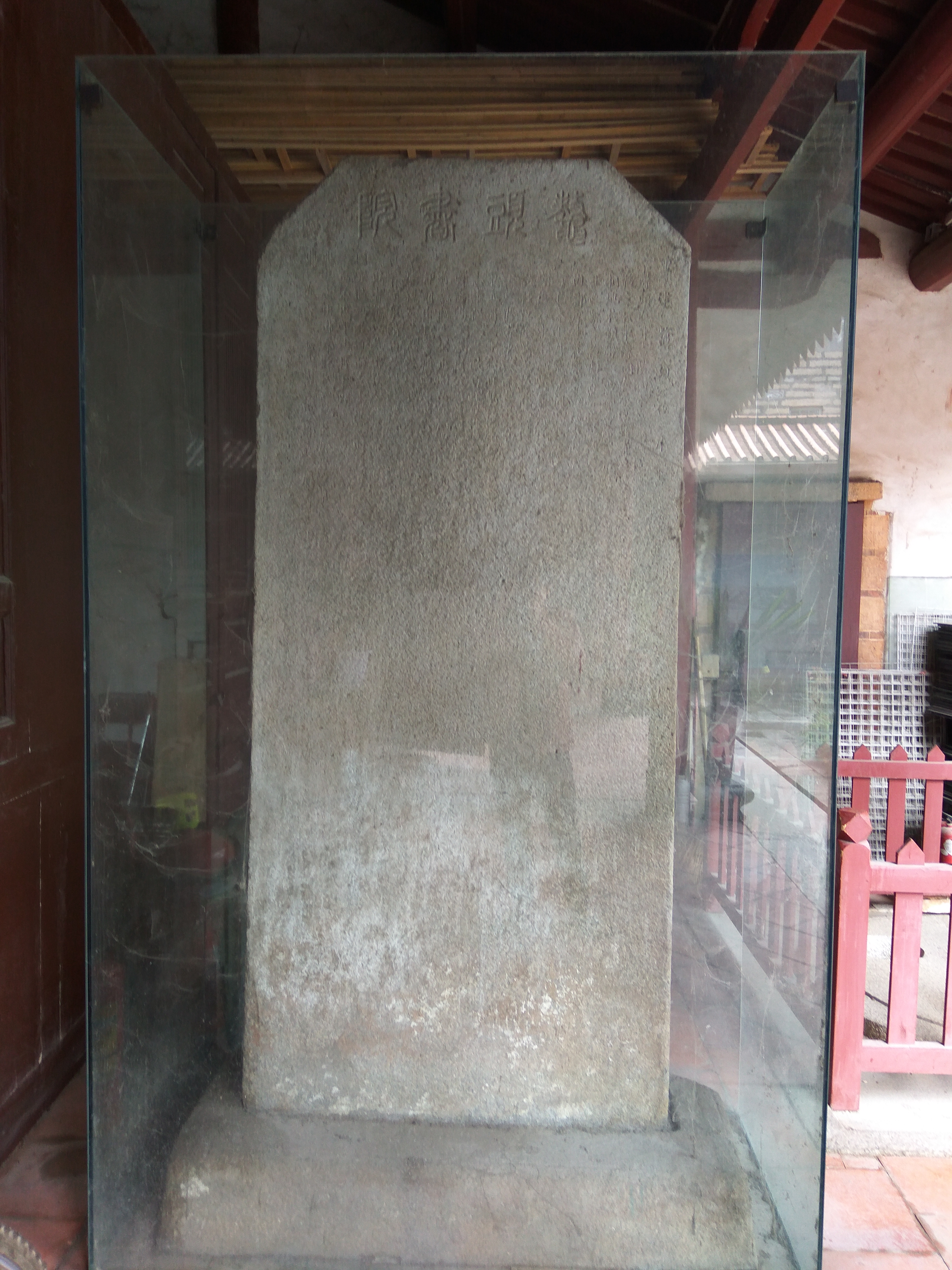
鳌头书院重修记

石井书院最早是按州郡学府的规格修建的，中间为以大成殿为主轴，后殿为尊德堂，大成殿祭祀孔子以及朱松、朱熹两父子，轴线两侧建有富文、敏行、移忠、立信四个书斋，并有院内有杏坛、乐轩（放置编钟）、庑舍，院前建有碑坊（毁于公元1575年前后）。由于书院经历百年风雨，残破不堪，在加上清末西学东渐，只保留的原本的祠堂部分，学院部分被弃置。公元2008年晋江市政府进行修缮重修并恢复到原来三进院落的规格。

## 影响
被誉为“闽学开宗”书院曾聘请过许多著名理学大儒为山长：如宋代顾长卿、余谦一；元代杨相孙、陈玄；明代的陈惟白、刘绍祖；清代陈檗仁对书院的教育水平有很大的提升。
书院也教育或影响过许多人，例如王慎中、黄汝良、庄概、郑成功、黄虞稷,也因为石井书院的设立，安海自宋绍兴年间到清末举人及第达数百人。
书院内还创办过一所新式学堂——晋江安海养正小学，它也是本省最早的新式学堂之一。

## 相关条目

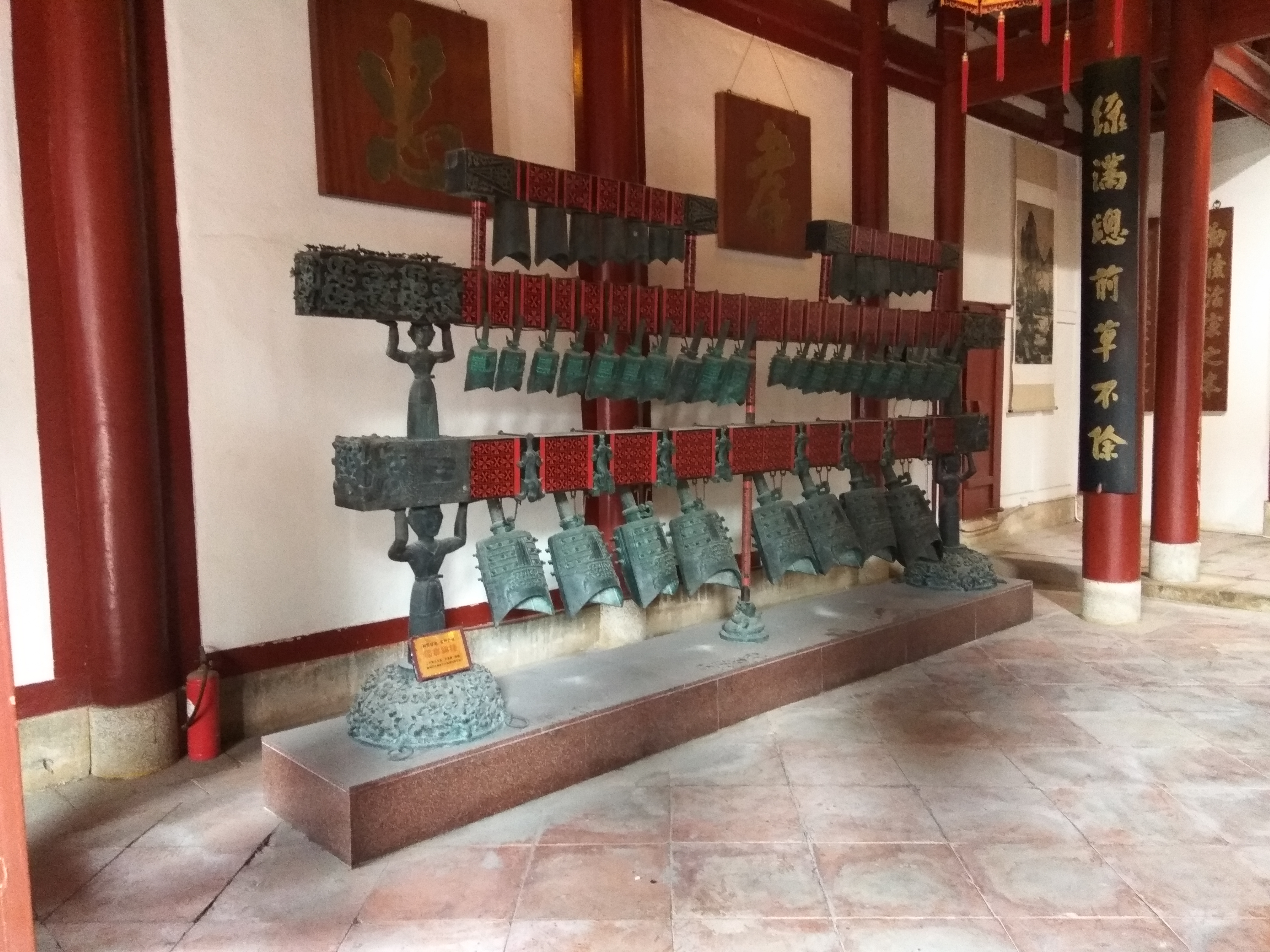
石井书院编钟

## 注解出处
1. ↑  黄冬虹. . 泉州网-泉州晚报. 2011-04-26  [2016-11-05]. （原始内容存档于2016-11-05） （中文（中国大陆））.
2. 1 2  苏向东. . 文化中国-中国网. 2011-11-04  [2016-11-05]. （原始内容存档于2017-01-15） （中文（中国大陆））.
3. 1 2  陈增瑞. . 炎黄纵横. 2009-10-08  [2016-11-05]. （原始内容存档于2016-03-04） （中文（中国大陆））.
4. ↑  王秀钦. . 东南网. 2010-12-27  [2016-11-05]. （原始内容存档于2016-11-05） （中文（中国大陆））.
5. ↑  胡金兰. . 福建教育-育德. 2013-07-02  [2016-11-05]. （原始内容存档于2016-11-05） （中文（中国大陆））.
6. ↑  《安海志》卷二十三《选举》第254-258页
7. ↑  倪少林. . 福建侨报.   [2016-11-05]. （原始内容存档于2017-01-15） （中文（中国大陆））.